# 아사라코스
아사라코스(Assaracus)는 그리스 신화에 나오는 트로스의 아들이다. 이름은 그리스어로 '거드름부리는'이라는 뜻이다. 어머니는 강의 신 스카만드로스의 딸 칼리로에이다. 트로이를 건설한 일로스의 형제이다. 강의 신 시모이스의 딸 히에롬네메와 결혼하여 카피스를 낳았다.